# Darí
Dari (persa: درى, dari) és el nom que els habitants de l'Afganistan donen a la llengua persa, que a més ha anat evolucionant independentment del persa. Al costat del paixtu són les dues llengües oficials de l'Afganistan.
Malgrat que els afganesos anomenen aquest idioma «persa», «persawan» o «persa afganès», el nom oficial és dari, una espècie d'apòcope de l'expressió «persa cortesà» (fārsí-ye dari). El nom «persa cortesà» era emprat antigament per referir-se a la variant formal i oficial d'aquest idioma. La ruptura del nom és obra d'un rei paixtu, decisió presa per diversos motius polítics, modificant d'aquesta manera la denominació de facto emprada a l'Afganistan per referir-se a l'idioma persa. Així, el que antigament es coneixia com a «persa», va veure transformat el seu nom.

## Ús i distribució
El dari és la llengua més important de l'Afganistan, sent les zones de major implantació les del sud i oest del país, incloent-se entre elles la capital de l'estat, Kabul, emplaçada a l'est del seu territori, encara que a Kabul també es parla el tadjik. Aproximadament un 60% de la població afganesa té dari com a llengua materna, sent el bilingüisme un fet àmpliament estès al llarg de tota la nació. Es tracta de la principal llengua en mans de les ètnies hazara i aimaq (chahar aimaq), i serveix com a vehicle de comunicació comuna entre les diverses tribus i pobles que resideixen a Afganistan. Ens trobem, doncs, davant la ‘lingua franca’ del país, que actua a manera de pont idiomàtic entre persones de diferents parles en aquest estat.

## Descripció lingüística
La sintaxi i morfologia del dari no presenten divergències considerables pel que fa a la seva germana persa, però l'accent tònic és menys destacat en la variant oriental que en la seva realització amb el persa iranià. Com a marca sintàctica de complement directe, el dari segueix servint-se àmpliament de la partícula rā (را) l'ús de la qual en els dialectes iranians pot considerar-se gairebé anecdòtic. El sistema vocàlic del dari és més conservador que el persa iranià; de les 8 vocals amb què comptava el persa clàssic, evolucionen a 6 en persa iranià, mentre que en dari evolucionen a 8 donant-se canvis entre vocals:
| Persa clàssic | ā | a | ē | i | ī | ō | o | ū |
| Persa modern  | ā | a | ī | e | ī | ū | o | ū |
| Farsi         | ā | a | ē | e | i | ō | o | o |
| Hazaraguí     | o | a | e | i | i | ū | o | o |
| Tayico        | o | a | e | i | i | ů | o | o |